# Friedrich List
Friedrich List (Reutlingen, 6 agosto 1789 – Kufstein, 30 novembre 1846) è stato un economista e giornalista tedesco.

## Biografia

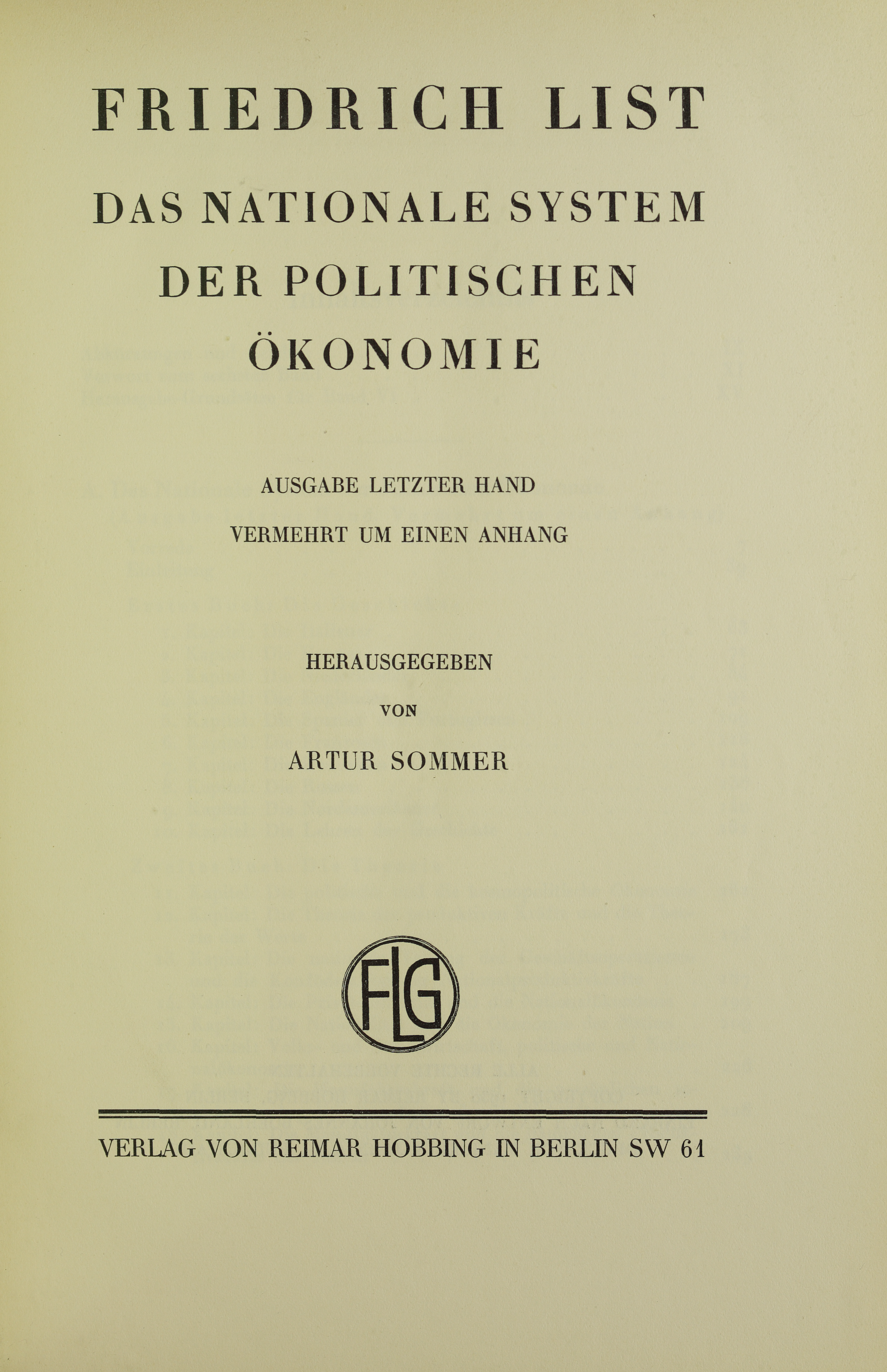
Das nationale System der politischen Ökonomie, 1930

Friedrich List nacque a Reutlingen il 6 agosto 1789 da una famiglia piccolo borghese. Professore di economia all'Università di Tubinga, a 30 fu costretto a emigrare negli Stati Uniti a causa della sua militanza liberale. Nel 1832 tornò in Germania come console americano. Fu fautore del programma di investimenti prussiano per lo sviluppo delle ferrovie e per la costituzione di un'unione doganale fra gli stati collocati nella regione tedesca settentrionale (Zollverein). Oppresso da rovesci finanziari e malato si suicidò a Kufstein il 30 novembre 1846.

## Pensiero
Il suo pensiero economico è concentrato principalmente nella sua opera principale, Il sistema nazionale dell'economia politica (Das nationale System der politischen Ökonomie), del 1841, in cui traspare il suo pragmatismo economico: egli critica i tentativi dei classici di analizzare la ricchezza attraverso la teoria dell'economia politica, sostenendo l'analisi "delle forze personali, sociali e materiali attraverso cui le ricchezze vengono prodotte". Riteneva importante che ogni nazione sviluppasse tutte le opportunità che avesse in sé, senza trascurare alcun aspetto e concentrandosi sia sull'agricoltura, sia sull'industria, sia sul commercio.
Riteneva inoltre fondamentale per ogni Stato (riferendosi comunque principalmente alla Germania) lo sviluppo del proprio potere in ambito internazionale. Inoltre, pur essendo per molti versi un liberale, non disdegnò l'intervento dello Stato nell'economia: riferendosi sempre alla Germania sosteneva, infatti, che lo Stato avrebbe dovuto difendere il mercato, anche attraverso dei dazi, almeno finché non fosse stato in grado di competere nella libera concorrenza con il Regno Unito.
Apparentemente la sua idea di necessario accrescimento di potere dello Stato potrebbe essere interpretata come una sorta di egoismo nazionalista. In realtà, List affermava che la corsa alla crescita economica e politica della nazione fosse legittima "solo se non si poneva in contraddizione con l'obiettivo superiore dell'umanità, ossia con la futura confederazione universale".

### Scritti di F. List
- Das nationale System der politischen Ökonomie, 1841.
  - (DE) Friedrich List, Nationale System der politischen Ökonomie, Berlin, Hobbing, 1931. URL consultato il 23 giugno 2015.

### Fonti secondarie
- (DE) Friedrich Goldschmidt, Friedrich List, Deutschlands grosser Volkswirth, Berlino, J. Springer, 1878, OCLC 797286817.
- (DE) Carl Jentsch, Friedrich List, Berlin, Ernst Hofmann and Co., 1901.
- Hans Fenske, Il pensiero contemporaneo, Bologna, il Mulino, 1996.